# Diego Durán
Diego Durán (Siviglia, 1537 – 1588) è stato un religioso e storico spagnolo.
Frate domenicano, è conosciuto principalmente per essere l'autore di uno dei primi libri occidentali sulla storia e la cultura degli Aztechi, Historia de las Indias de Nueva España e islas de la tierra firme (conosciuto anche come Codice Durán), libro che fu fortemente criticato nella sua epoca per l'aiuto che dava al mantenimento di una cultura pagana. Durán parlava correntemente la lingua azteca e riuscì  ad utilizzare per il suo lavoro i racconti e i codici pittorici della popolazione locale  oltre ai lavori dei religiosi suoi predecessori.
La sua natura empatica gli permise di guadagnare la fiducia di molti nativi che normalmente non avrebbero condiviso le loro storie con gli europei, e fu così in grado di documentare numerosi racconti e leggende precedentemente sconosciuti, rendendo unico il suo lavoro.

## Biografia

### I primi anni
Durán nacque a Siviglia intorno al 1537, ma la sua famiglia si trasferì in Messico quando egli era ancora un bambino.  Come disse più tardi  "sebbene non abbia avuto il mio primo dente da latte a Texcoco, ebbì là il secondo” (Historia cap. I), e fu proprio a Texcoco che egli apprese il Nahuatl. La sua famiglia non era eccessivamente florida e non possedeva una encomienda, i suoi parenti anzi non erano neppure proprietari di schiavi.
La sua famiglia si trasferì a Città del Messico quando Diego era ancora molto giovane, qui frequentò la scuola e si trovò esposto sia alla cultura azteca, seppure sotto il dominio coloniale, sia a quella dei molti schiavi che gli spagnoli avevano portato dall'Africa.  Secondo Heyden, Durán fu spesso turbato dalla mescolanza di razze e culture e dal significato che queste avevano nelle classi sociali (Heyden xxv-xxvi).

### La vita nella Chiesa
Nel 1556 Durán entrò nell'Ordine Domenicano e dopo il periodo di formazione a Città del Messico fu mandato a Oaxaca nel 1561. Si stabilì nel convento di Oaxtepec, dove trovò informazioni importanti per le sue ricerche. Si ritiene che sia stato allievo di Francisco de Aguilar, che come soldato aveva partecipato all'assedio di Tenochtitlán. Successivamente De Aguilar entrò nell'ordine Domenicano, e contribuì molto alle conoscenze di Durán riguardo agli Aztechi nel periodo del primo contatto con i conquistadores. Il suo nome è citato spesso nella Historia.
Successivamente Durán divenne vicario nel convento di Hueyapan e ebbe occasione di approfondire le sue conoscenze sulla cultura azteca. Il convento era stato fondato per decreto dell'imperatore Carlo V per diffondere il Cristianesimo tra la popolazione locale, nonché per l'osservazione degli usi e costumi locali e la ricerca di antichi documenti, proprio per questo Durán ebbe modo di recarsi spesso nei villaggi circostanti.
Egli sviluppò una stretta relazione con il popolo che stava tentando di convertire e questo lo condusse a criticare i religiosi e i conquistadores che non avevano mai imparato il linguaggio azteco e a dispiacersi per l'uso grezzo e spesso ridicolo che molti spagnoli facevano di questa lingua.   (essi dovrebbero conoscere bene il linguaggio e comprendere [il popolo] per avere la pretesa di ottenere dei frutti. E i sacerdoti non dovrebbero accontentarsi dicendo che conoscere quel poco di linguaggio per ascoltare le confessioni è sufficiente - dal Libro de los dioses y ritos).
Durán era diviso tra due mondi, quello da cui proveniva e quello in cui era venuto a vivere. Egli rispettava profondamente la gente azteca e la sua organizzazione sociale e politica prima della conquista spagnola, ed era cresciuta il lui l'ammirazione per il popolo messicano. D'altro lato restava il disgusto che Durán sentiva per certi aspetti della cultura con cui si confrontava, in special modo i sacrifici umani, aspetti che entravano in forte conflitto con il suo dovere di missionario ed evangelizzatore.
Un altro dei suoi compiti fu quello di documentare gli usi e i costumi dei nativi, per servire da manuale agli altri monaci nel loro sforzo di evangelizzare i pagani. Nonostante il suo scopo fosse quello di descrivere le pratiche pagane ad uso e consumo degli altri missionari, egli volle anche rendere il suo manuale piacevole alla lettura.
Nel 1585 Durán ritornò a Città del Messico in cattive condizioni di salute, e lavorò nel locale monastero di Santo Domingo come traduttore dal Nahuatl allo Spagnolo per conto dell'Inquisizione.
Morì nel 1588 per una malattia sconosciuta. (Heyden, xxix)

## Opere letterarie e influenza
La Historia de las Indias de Nueva España e Islas de Tierra Firme, conosciuta anche come  Codice Durán, è costituita da 78 capitoli che spaziano dal racconto azteco della creazione fino all'epoca successiva alla conquista spagnola, e include una cronologia dei re aztechi.
I monaci del XVI secolo usavano spesso materiale l'uno dell'altro senza citazioni. Secondo alcuni studiosi il Codice Durán formò le basi per il manoscritto conosciuto come Codice Ramírez, secondo altri invece entrambi si basano su un lavoro precedente e sconosciuto, a cui si fa riferimento con il nome di Cronaca X.  Una citazione esplicita di Durán come fonte si trova in Historia de la fundación y discurso de la Provincia de Santiago de Mexico (1596), del frate Agustín Dávila Pandilla. (Heyden xxx)
Il Codice Durán non fu stampato fino al XIX secolo, quando fu ritrovato nella Biblioteca di Madrid da José Fernando Ramírez. Nel suo Calendario antiguo Durán stesso da una spiegazione del perché il suo lavoro avrebbe atteso a lungo la pubblicazione dicendo "alcune persone (e non sono poche) dice che il mio lavoro fa rivivere fra gli indiani riti e costumi antichi". La sua replica è che gli aztechi erano abbastanza bravi per preservare segretamente le loro tradizioni anche senza aiuto dall'esterno.
L'opera di Durán ha assunto un valore fondamentale per gli archeologi e gli altri studiosi delle culture mesoamericane. Nonostante sopravvivano alcuni pochi codici aztechi scritti prima della conquista spagnola, i più numerosi codici post conquista e i lavori contemporanei come quello di Durán sono inestimabili fonti secondarie per l'interpretazione delle teorie e dei ritrovamenti degli archeologi.